# غشترودخان (مقاطعة فومن)
غشترودخان (بالفارسية: گشترودخان) هي قرية تقع في قسم غوراببس الريفي في إيران. يقدر عدد سكانها بـ 657 نسمة بحسب إحصاء 2016.